# Alexandre Vanhoutte
Alexandre Vanhoutte, né le 18 juillet 1974 à Croix dans le Nord, est un bobeur français.
Il est Directeur des équipes de France de patinage de vitesse à la Fédération française des sports de glace depuis 2019.
Il est par ailleurs commentateur du bobsleigh sur la chaîne de télévision L'Équipe.

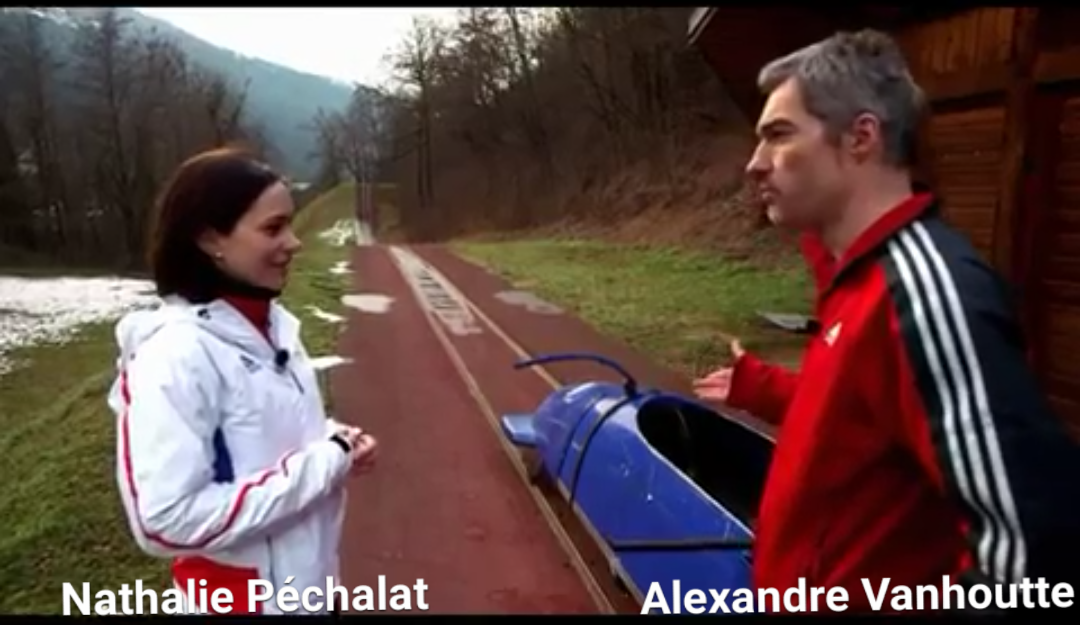
Cours de poussée en Bobsleigh

## Biographie
Il débute sur le circuit international en 1999 lors des championnats d'Europe de bobsleigh à quatre avec Bruno Mingeon, Emmanuel Hostache et Max Robert un mois avant que ce même équipage avec le retour d'Éric le Chanony ne remporte le titre de champion du monde à Cortina d'Ampezzo. 
Il participe aux Jeux olympiques d'hiver de 2006 à Turin (Italie) dans l'épreuve du bob à quatre avec Bruno Mingeon, Christophe Fouquet et Pierre-Alain Menneron. Il arrête sa carrière de pousseur en 2006 pour devenir pilote puis rejoint l'équipe de Monaco présidée par le Prince Albert, ancien pratiquant de bobsleigh, et ami depuis ses débuts ainsi que Bruno Mingeon devenu l'entraîneur.  
Le 21 juin 2014, il est élu président de la Commission Sportive Nationale de Bobsleigh/Luge/Skeleton à la Fédération française des sports de glace.
Réélu en 2018, il intègre le 5 septembre 2018 la Fédération internationale de bobsleigh et de tobogganing au sein du comité développement.
Il monte alors un projet en vue d'amener des sportifs aux Jeux olympiques de la jeunesse d'hiver de 2020 où il assurera la formation et le coaching. Après 10 podiums sur le circuit international dont 4 victoires avec  Camila Copain, Nathan Besnard et Mathéo Grandjean, ils échouent au pied du podium lors des Jeux Olympiques de la Jeunesse (4ème place pour Besnard et 5ème place pour Copain).
En 2019, il devient directeur des équipes de patinage de vitesse (short track et longue piste) puis du bobsleigh/luge/skeleton jusqu'aux Jeux olympiques d'hiver de 2022.
Sous sa direction, le relais français féminin en short track remporte pour la première fois un titre de championnes d'Europe avec Tifany Huot-Marchand, Aurélie Monvoisin, Aurélie Lévêque et Gwendoline Daudet puis une médaille d'argent lors des Championnats du Monde en 2021.
En bobsleigh, Margot Boch et Madison Stringer écrivent également l'histoire en devenant Championnes du Monde Juniors U23 à St Moritz en 2021 et pour la première fois, une équipe féminine de bobsleigh se qualifiera aux Jeux olympiques d'hiver de 2022 avec Margot Boch et Carla Sénéchal,12ème à Pékin 2022.

## Palmarès
- Championnats d'Europe
  -  Médaille d'or du bobsleigh à 4 en 2000 (remplaçant), 7e en 2005, 9e en 2003.

- Championnats de France
  -  Médaille d'or du bobsleigh à 4 en 1998, 2000, 2003, 2004, 2005, 2006, 2007.
  -  Médaille d'or du bobsleigh à 2 en 2005, 2006